# Michel Philippe-Gérard
Michel Philippe-Gérard, häufig nur Philippe-Gérard, eigentlich Philippe Bloch, (* 13. September 1924 in São Paulo, Brasilien; † 18. Mai 2014 in Paris) war ein französischer Orchesterleiter, Pianist, Dirigent, Komponist und Liedertexter. Als Komponist schrieb er für bedeutende französische Stars der 1950er und 1960er Jahre wie Édith Piaf, Yves Montand, Juliette Gréco und Jeanne Moreau. Seine Kompositionen Tango Magique und Le Chevalier de Paris, als When the World Was Young, wurden internationale Erfolge. Er schrieb Musik für zahlreiche Film- und Fernsehproduktionen, unter anderem für Rififi, einen der großen Films noirs der Ära. Ende der 1960er Jahre sorgte er für Aufsehen, als er das Copyright für den Frank-Sinatra-Welterfolg Strangers in the Night für sich beanspruchte.

## Leben und Wirken
In Frankreich studierte Philippe-Gérard zunächst Musik und war unter anderem ein Schüler von Maurice Ravel. Während des Zweiten Weltkrieges suchte er das Exil in der Schweiz. In Genf traf er dabei auf den ebenso dem Krieg entflohenen französischen Poeten und Schriftsteller Francis Carco, mit dem er gemeinsam erste Lieder für Germaine Montero und Renée Lebas verfasste.
Nach dem Krieg kehrte er nach Frankreich zurück, war dort an der Produktion von Musicals beteiligt und nahm mit seinem Orchester seine erste Platte auf. Zudem schrieb er sein erstes Chanson für Édith Piaf. Durch Piaf lernte er Yves Montand kennen, für den er die Erfolge Le Chat de la voisine und Rengaine ta rengaine et surtout La Chansonnette komponierte. In der Folgezeit schrieb er zahlreiche weitere Lieder für viele bekannte Interpreten wie Juliette Gréco, Eddie Constantine, Sacha Distel und Jeanne Moreau. Zum 50. Jahrestag der russischen Revolution von 1917 komponierte er in Moskau das Lied Oktober für die sowjetische Rote Armee. Internationale Bekanntheit erreichte seine Komposition Le Chevalier de Paris für Édith Piaf, das mit einem Text von Johnny Mercer als When the World Was Young Aufnahme in das Repertoire von Frank Sinatra (1961), Aretha Franklin und vielen weiteren fand.
Von den 1950er Jahren bis in die 1980er Jahre komponierte er auch zahlreiche Filmmusiken. Zum Welterfolg Rififi steuerte er 1955 das Lied Le Rififi bei, welches von Lucienne Delyle interpretiert wurde. Außer für zahlreiche Filme, die nicht international vertrieben wurden, schrieb er auch die Originalmusiken für Paradies der Liebe (1956, Originaltitel: Folies-Bergère), Sonntagsfreunde (1958, Originaltitel: Les copains du dimanche), Wie der Vater, so der Sohn (1963, Originaltitel: Bébert et l'omnibus), Der Sanfte mit den schnellen Beinen (1978, Originaltitel: La carapate), Das Leben ist ein Roman (1983, Originaltitel: La vie est un roman) und Mélo (1986). Zudem schuf er die Musik für sechs Folgen der deutsch-französischen Fernsehserie Achtung Zoll!, die 1980 zur Ausstrahlung kamen.
1967 sorgte sein Konflikt mit dem deutschen Komponisten Bert Kaempfert um das Urheberrecht für den Welterfolg Strangers in the Night für Aufmerksamkeit. Gérard reklamierte dabei, dass die Melodie zu Strangers in the Night seinem Tango Magique (englischer Titel: The Magic Tango) entlehnt sei, den er 1953 über den New Yorker Musikverlag Chappell Music veröffentlicht hatte und der seinerzeit unter anderem von Tino Rossi sowie Eddie Fisher, 1954 zusammen mit Hugo Winterhalter, interpretiert wurde. Letzterer erreichte damit Platz 22 in der US-Hitparade. Im April 1971 stellte ein Pariser Gericht fest, "viele Lieder basieren auf ähnlichen konstanten Faktoren" und entschied die Angelegenheit zugunsten von Kaempfert, womit die seit Beginn des Verfahrens auf einem Treuhandkonto eingefrorenen und in Millionenhöhe aufgelaufenen Tantiemen an ihn freigegeben wurden.
Sein 1949 geborener Sohn Didier Philippe-Gérard erreichte in Frankreich Bedeutung als Regisseur von Pornofilmen. Seine Tochter Catherine Philippe-Gérard war als Autorin und Sängerin tätig.